# Franciszek Misztal

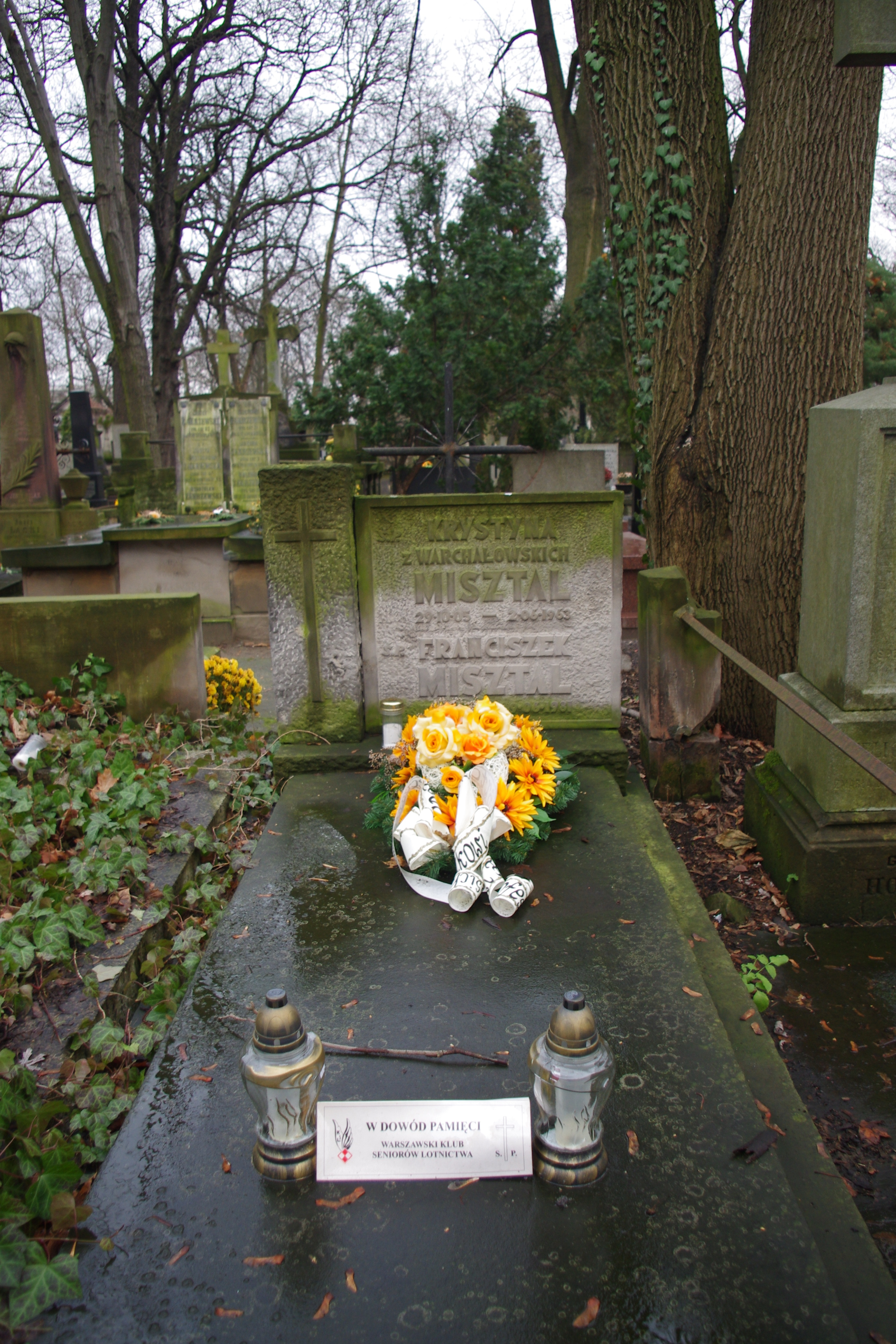
Grób Franciszka Misztala na cmentarzu Powązkowskim w Warszawie

Franciszek Misztal (ur. 15 marca 1901 we wsi Lisie Jamy k. Lubaczowa, zm. 9 czerwca 1981 w Warszawie) – polski konstruktor lotniczy.

## Życiorys
Syn Michała i Katarzyny z domu Smoleniec. Na początku listopada 1918 r. wstąpił do Tajnej Organizacji Wojskowej w Lubaczowie. Brał czynny udział w walkach o wyzwolenie Lubaczowa i w wojnie polsko-bolszewickiej (do 8 listopada 1920). Ukończył gimnazjum realne we Lwowie i w 1921 r. uzyskał maturę. Następnie studiował na Wydziale Mechanicznym Politechniki Lwowskiej. Tytuł inżyniera mechanika uzyskał w 1926 r. Doktoryzował się w 1929 r. na Politechnice w Akwizgranie, gdzie obronił pracę pt. O pracy śmigła w strumieniu skośnym. 
W 1928 r. rozpoczął pracę jako samodzielny konstruktor w Państwowych Zakładach Lotniczych w Warszawie. W latach 1929–1931 współpracował przy projektowaniu samolotu pasażerskiego PZL.4. Opracował i opatentował kesonową konstrukcję skrzydła z blachy falistej na co uzyskał patent. Rozwiązanie to wykorzystał podczas projektowania samolotów PZL.19, PZL.23 Karaś, PZL.26, PZL.37 Łoś, PZL.38 Wilk, PZL.46 Sum, PZL.48 Lampart, PZL.49 Miś i PZL.50 Jastrząb.
W 1934 r. na podstawie jego projektu przebudowano 8 samolotów Fokker F-VII B/3m Polskich Linii Lotniczych LOT, w których wymieniono silniki o mocy 162 kW na silniki o mocy 309 kW. 
W latach 1932–1933 wykładał mechanikę w Szkole Wawelberga i Rotwanda w Warszawie. W latach 1937–1939 prowadził wykłady w Grupie Technicznej Szkoły Podchorążych Lotnictwa w Warszawie.
Po wybuchu II wojny światowej został ewakuowany wraz z wytwórnią PZL do Rumunii, gdzie zajmował się ustalaniem liczby sprzętu lotniczego ewakuowanego do Rumunii. W 1940 r. powrócił do Warszawy i do 1944 r. wykładał w Szkole Inżynierskiej Wawelberga.
Po wojnie, w latach 1945–1947, pracował w Szkole Wawelberga i Rotwanda, od 1947 r. rozpoczął pracę w Katedrze Budowy Samolotów Politechniki Warszawskiej. W 1948 r. otrzymał tytuł profesora nadzwyczajnego, a w grudniu 1956 r. został mianowany profesorem zwyczajnym.
W 1950 r. został odsunięty od pracy w przemyśle lotniczym z powodów politycznych, poświęcił się pracy pedagogicznej i naukowej na Politechnice Warszawskiej.
Założyciel Centralnego Studium Samolotów, konstruktor w Instytucie Lotnictwa, gdzie wspólnie z Leszkiem Dulębą skonstruował prototyp pasażerskiego samolotu 4-silnikowego MD-12.
W 1958 r. został członkiem korespondentem, a w 1964 r. członkiem rzeczywistym PAN. Był członkiem krajowych i zagranicznych towarzystw naukowych, m.in.: Royal Aeronautical Society oraz American Institute of Aeronautical and Space Sciences. 
W 1971 r. przeszedł na emeryturę, lecz prowadził nadal prace dyplomowe w Zakładzie Samolotów i Śmigłowców na Wydziale Mechanicznym Energetyki i Lotnictwa Politechniki Warszawskiej. Brał udział w pracach nad zastosowaniem laminatów w konstrukcjach szybowcowych i utrzymywał współpracę z Szybowcowym Zakładem Doświadczalnym w Bielsku-Białej.
Zmarł 5 czerwca 1981 r. w Warszawie i został pochowany na cmentarzu Powązkowskim w Warszawie (kwatera 65-4-21).

## Ordery i odznaczenia
- Order Sztandaru Pracy I klasy
- Krzyż Komandorski z Gwiazdą Orderu Odrodzenia Polski
- Order Sztandaru Pracy II klasy
- Krzyż Niepodległości (16 marca 1937)[5]
- Krzyż Kawalerski Orderu Odrodzenia Polski
- Srebrny Krzyż Zasługi (11 listopada 1934)[6]
- Medal 10-lecia Polski Ludowej (19 stycznia 1955)[7]
- Odznaka honorowa L.O.P.P.

## Upamiętnienie
28 października 2012 r. w Lisich Jamach odbyła się uroczystość nadania imienia prof. Franciszka Misztala Publicznemu Gimnazjum w Lisich Jamach, przekazanie oraz poświęcenie sztandaru Gimnazjum i odsłonięcie tablicy pamiątkowej ku czci profesora Franciszka Misztala.